# Градище-при-Дівачі
Градище-при-Дівачі (словен. Gradišče pri Divači) — поселення в общині Дівача, Регіон Обално-крашка, Словенія. Висота над рівнем моря: 465,3 м.